# Storie scellerate
Storie scellerate è un film del 1973, diretto da Sergio Citti. Co-sceneggiato con Pier Paolo Pasolini, la pellicola a suo tempo fu erroneamente immessa tra i decamerotici.

## Trama
Nella Roma papalina dell'Ottocento, Bernardino e Mammone vengono catturati e condannati a morte per aver derubato e ucciso un uomo. In cella, i due si raccontano alcune storie per scontare le ore che li separano dal patibolo.
La prima novella narra di Nicolino e del Duca di Ronciglione, entrambi traditi dalle rispettive consorti, dei quali il primo si vendicherà attuando un delitto d'onore, il secondo auto-evirandosi di fronte alla moglie.
Nel secondo capitolo, un pecoraio uccide un amico, dopo aver scoperto che quest'ultimo approfitta con un pretesto di sua moglie.
Il terzo episodio illustra la vicenda di un prete a cui piace la vita mondana e sregolata.
La quarta e ultima storia tratta di un giovane che, corteggiando una donna, viene ucciso dal marito e da un altro amante.
Nel finale, la scena si sposta in Paradiso. Dio (nelle vesti di un agricoltore) punisce i primi tre protagonisti per ipocrisia e salva, invece, il quarto per essere stato liquidato brutalmente.

## Produzione
Alberto Grimaldi volveva sfruttare il successo dei film decamerotici. Si affidò a Pier Paolo Pasolini il quale propose alla regia il suo stretto collaboratore Sergio Citti.
Il lungometraggio è ispirato a La nuova storia, nonostante l'ambientazione sia differente.
È stato girato prevalentemente nella zona del viterbese.

## Distribuzione
A causa dei contenuti espliciti e delle numerose scene di nudo, fu censurato e vietato ai minori di 18 anni.
È stato, successivamente, riproposto in formato home video, restaurato dalla CSC.

## Accoglienza
Paolo Mereghetti, nel suo dizionario omonimo, recensisce il film come «un'opera cupa, sanguigna e ben poco commerciabile, in cui, diversamente da Il Decameron, non c'è alcuna gioia nel sesso».
Gian Luigi Rondi, giornalista de Il Tempo, sottolinea come la pellicola sia ricca di riferimenti di «cultura innata, popolare, frutto di un’osservazione attenta, partecipe (anche se ironica, disincantata); che fa polemiche, ma senza filosofia».